# Kriegswucheramt

Stempel des Bayerischen Kriegswucheramtes

Kriegswucherämter entstanden in der Zeit vor dem Ersten Weltkrieg in mehreren deutschen Ländern. Ihre Aufgabe bestand darin, in Zeiten wirtschaftlicher Engpässe überhöhte Preise zu ermitteln und gegen Wucherer vorzugehen, die in Kriegszeiten und deren Folgen die Not der Menschen ausnutzen wollten. Das Kriegswucheramt konnte polizeilich dagegen ermitteln und Strafen verhängen.

## Bayerisches Kriegswucheramt
Gegründet im Dezember 1916 von König Ludwig III.
Neben seiner üblichen Tätigkeit sollte ab 1917 auch gegen den Schleichhandel vorgegangen werden. Da sich die Kompetenzen des Kriegswucheramtes mit denen der Landespreisprüfungsstelle überschnitten, wurden beide Ämter ab Januar 1919 von Dr. Friedrich Zahn geleitet. Im Oktober desselben Jahres wurde das Amt neu organisiert. Die mit wirtschaftlichen Mitteln Preisauswüchse bekämpfende Betriebsrevisionsabteilung des Kriegswucheramtes wurde mit der nun umbenannten Landespreisstelle verschmolzen. Sie unterstand seit April 1919 dem neu geschaffenen Landwirtschaftsministerium, blieb aber an das Statistische Landesamt angebunden. Die rein polizeiliche Bekämpfung und Bestrafung von Wucherverfehlungen als Teil des Kriegswucheramtes wurde unter dem Namen Landeswucherabwehrstelle bis 1924 als selbständige Stelle im Landwirtschaftsministerium weitergeführt.

## Badisches Kriegswucheramt
Geleitet vom Agrarwissenschaftler Moriz Hecht bis 1921.

## Sächsisches Kriegswucheramt
Nach 1919 unter der Leitung von Georg Obst.

## Preußisches Kriegswucheramt
Das preußische Kriegswucheramt nahm seine Tätigkeit am 5. August 1916 auf. Unter anderem bestand seine Aufgabe darin, Bestände wichtiger Lebensmittel zu erfassen.

## Einzelbelege
1. ↑  Historisches Lexikon Bayerns
2. ↑  Stahlgewitter 1916